# Spoorlijn Storlien - Sundsvall
De spoorlijn Storlien - Sundsvall (Zweeds: Mittbanan) is een Zweedse spoorlijn tussen de plaatsen Storlien en Sundsvall.

## Geschiedenis
Het traject werd door de Sundsvall-Torpshammars Järnväg in fases geopend.
- 1872: Sundsvall -Torpshammar (smalspoor), 1067 mm
- 1879: Torpshammar - Östersund (normaalspoor)
- 1885: overgenomen en omsporen van (smalspoor), 1067 mm tot (normaalspoor) door de SJ

## Overname
De Sundsvall-Torpshammars Järnväg werd in 1885 overgenomen door de Statens Järnvägar.

## Treindiensten

### SJ
De Statens Järnvägar verzorgt het personenvervoer op dit traject met X 2000 treinen. De treindienst werd uitgevoerd met treinstellen van het type X 2.
- 41: Östersund C - Ånge - Gävle C - Uppsala C - Stockholm C

De Statens Järnvägar (SJ) verzorgde tot 2007 het personenvervoer op dit traject:
- 42: Duved - Östersund C - Ånge - Sundvall C

### Veolia
De Veolia verzorgt sinds 2007 in opdracht van Norrtåg (Västernorrland mfl) het personenvervoer op dit traject, met treinstellen van het type Regina. In 2010 werden deze treinstellen afgelost door treinstellen van het type Coradia Nordic.
- 42: Duved - Östersund C - Ånge - Sundvall C

## Aansluitingen
In de volgende plaatsen was of is er een aansluiting van de volgende spoorwegmaatschappijen:

### Storlien
- Meråkerbanen spoorlijn tussen Trondheim en Storlien

### Östersund
- Inlandsbanan spoorlijn tussen Gällivare en Kristinehamn

### Brunflo
- Inlandsbanan spoorlijn tussen Gällivare en Kristinehamn

### Bräcke
- Stambanan Norrland spoorlijn tussen (Ånge-) Bräcke - Långsele - Vännäs en Boden

### Ånge
- Norra stambanan spoorlijn tussen Storvik en Ånge

### Sundsvall
- Ådalsbanan spoorlijn tussen Sundsvall en Långsele
- Ostkustbanan spoorlijn tussen Stockholm en Sundsvall
- Sundsvall spårvägar voormalige stadstram in Sundsvall (1910 / 1952)

## ATC
In 1991 werd het traject voorzien van het zogenaamde Automatische Tågkontroll (ATC).

## Elektrische tractie
Het traject werd geëlektrificeerd met een spanning van 15.000 volt 16 2/3 Hz wisselstroom.

## Afbeeldingen

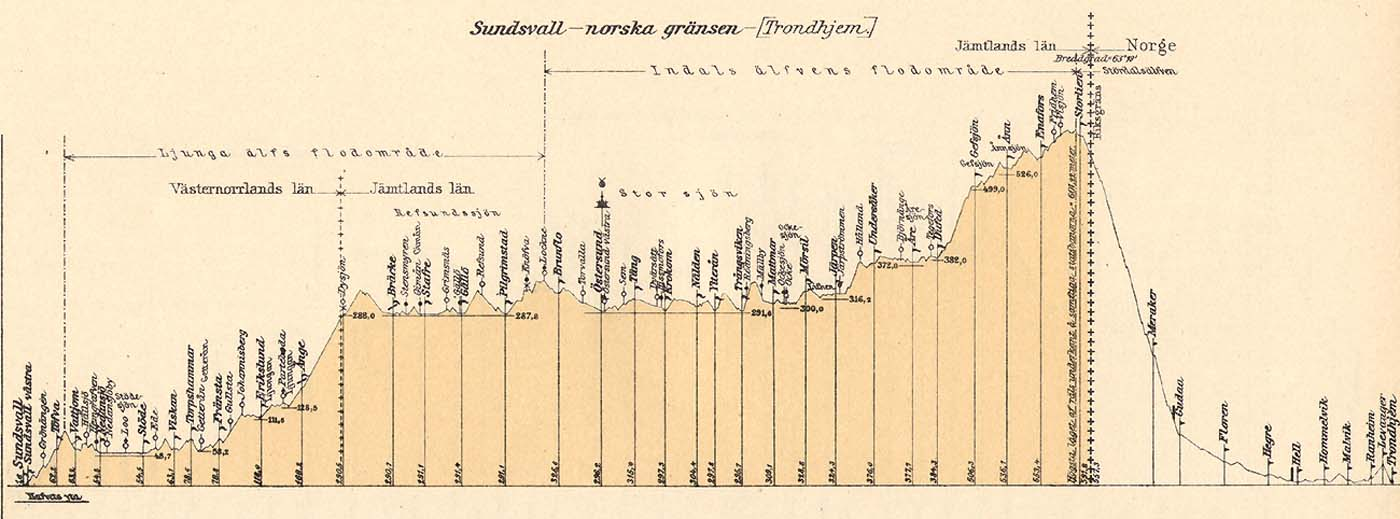
Profiel, 1906
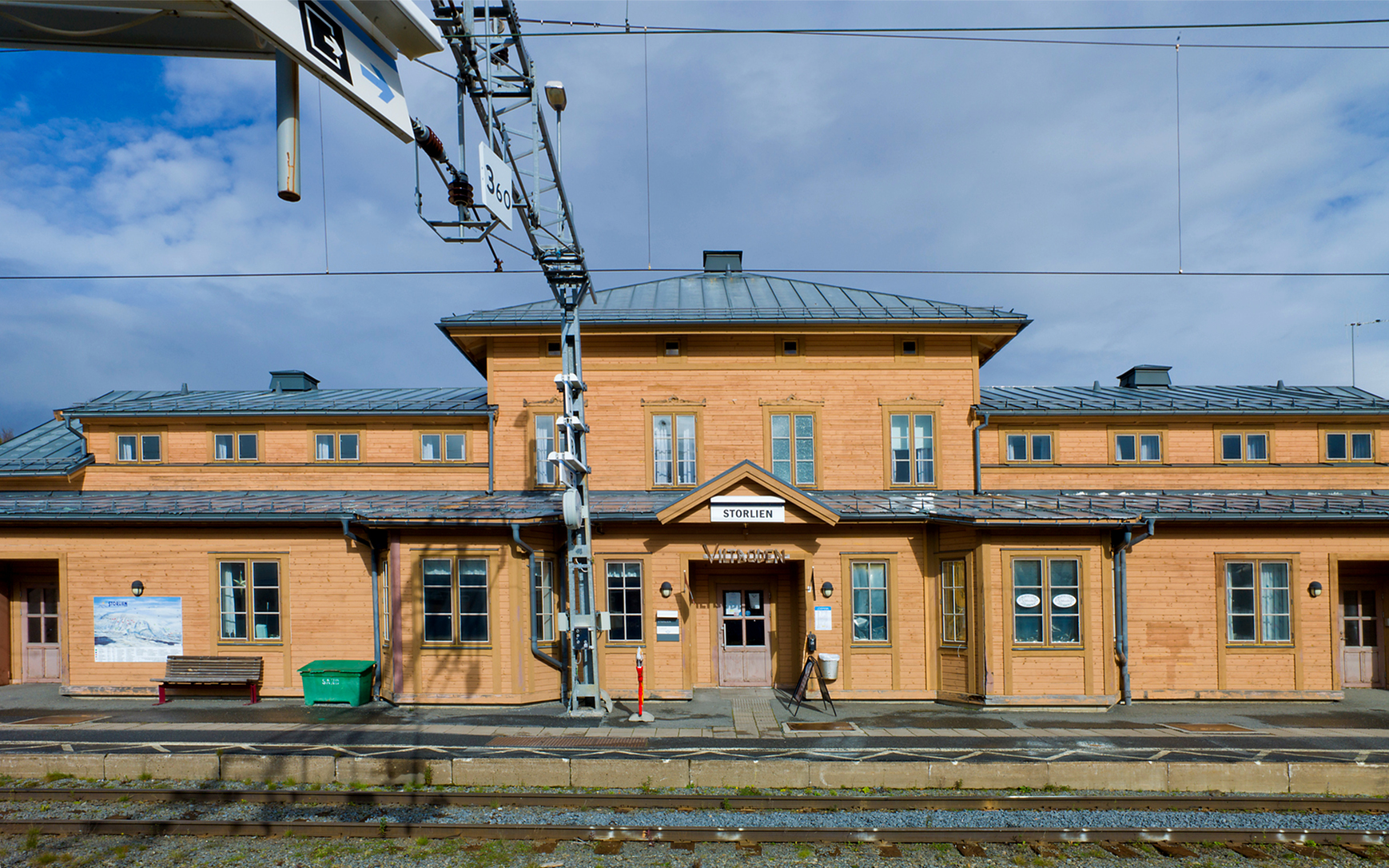
Station Storlien
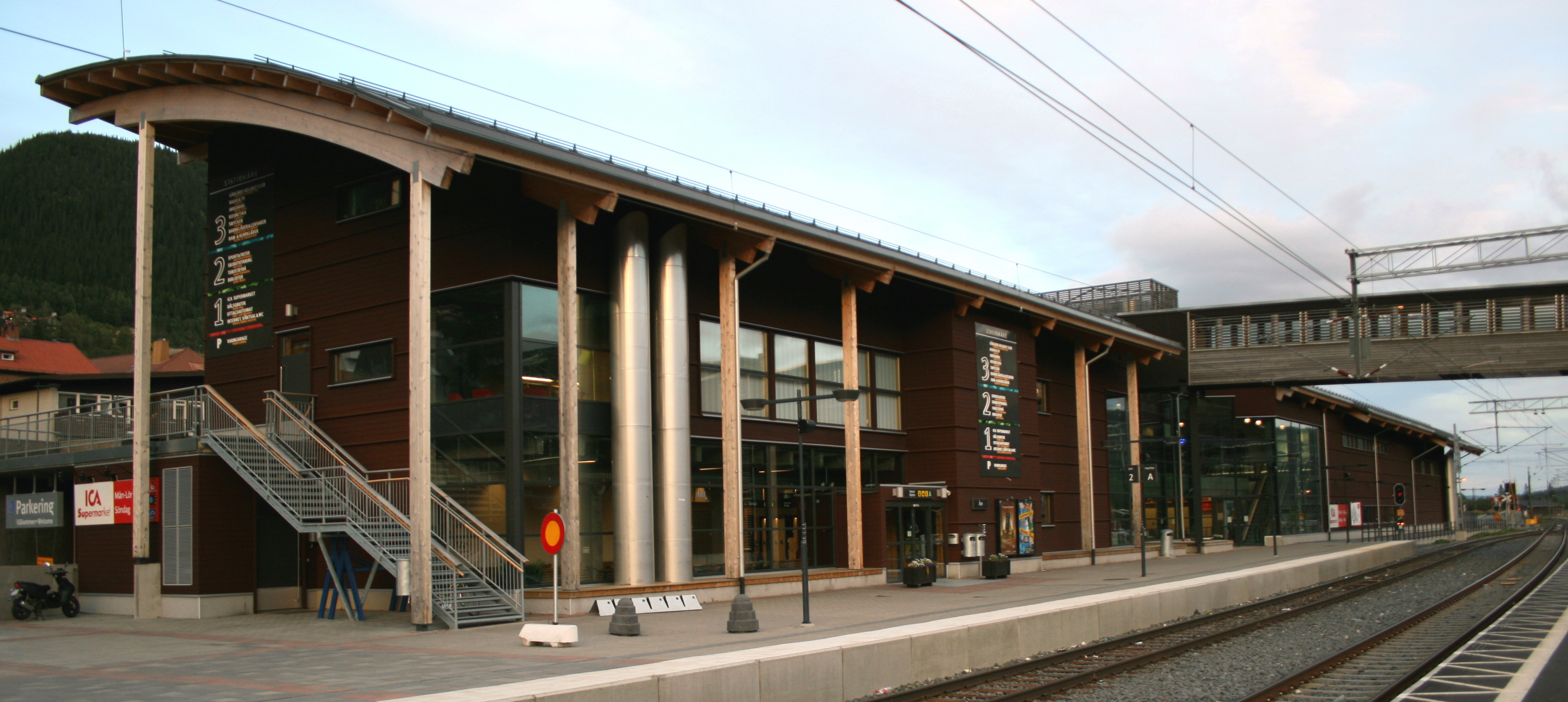
Station Åre.jpg
Östersund centraal
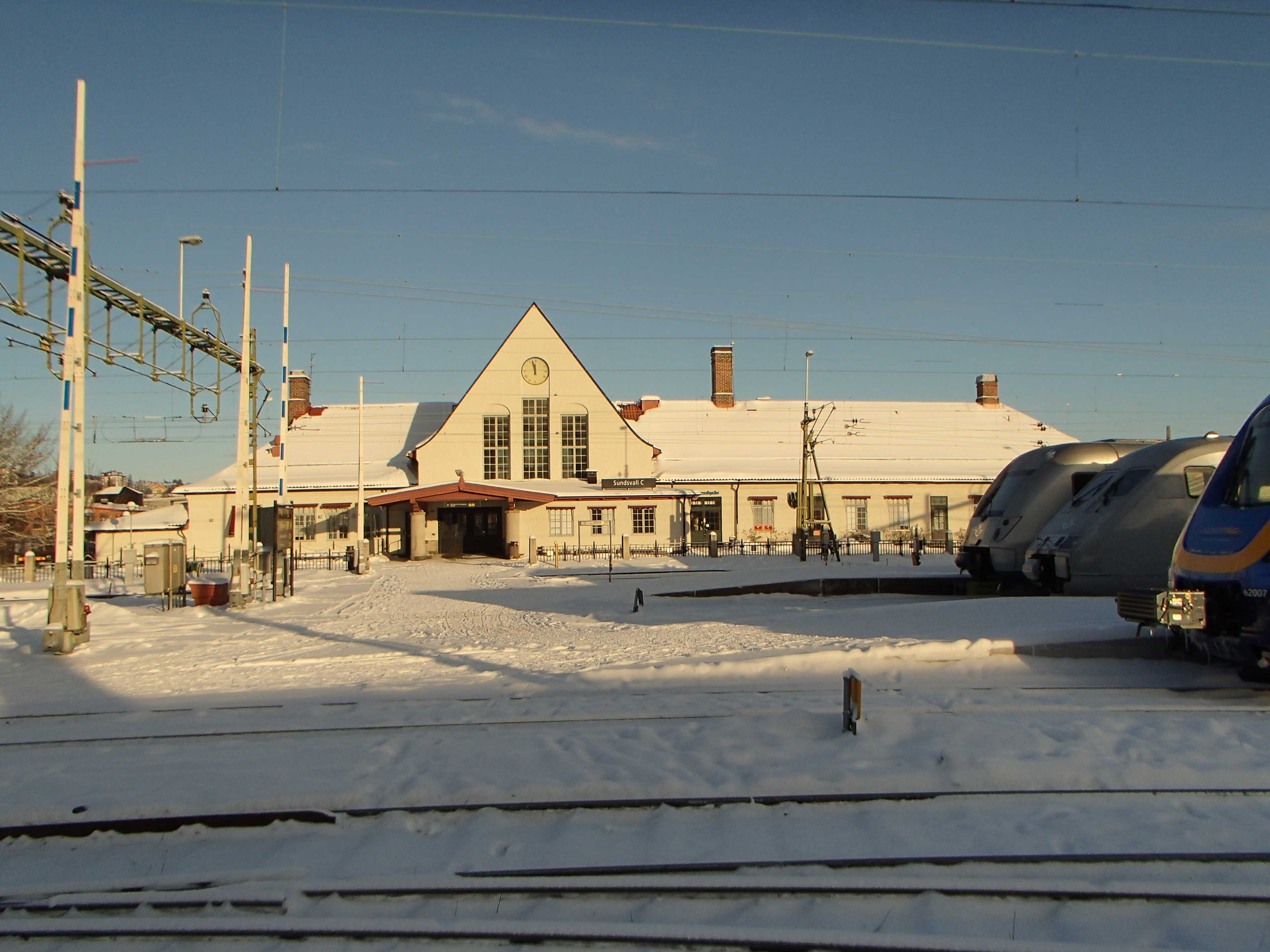
Sundsvall centraal station